# Robbie Erlin
Robbie Erlin (né le 8 octobre 1990 à Oakland, Californie, États-Unis) est un lanceur gaucher des Ligues majeures de baseball jouant avec les Dodgers de Los Angeles.

## Carrière
Robbie Erlin est un choix de troisième ronde des Rangers du Texas en 2009. Alors qu'il évolue en ligues mineures, Erlin est avec le lanceur droitier Joe Wieland transféré aux Padres de San Diego en retour du releveur droitier Mike Adams. 
Lanceur partant dans les rangs mineurs, Erlin fait ses débuts dans le baseball majeur le 30 avril 2013 avec San Diego comme lanceur de relève contre les Cubs de Chicago.